# Ceriagrion bellona
Ceriagrion bellona – gatunek ważki z rodziny łątkowatych (Coenagrionidae).